# Малый мраморный дворец
Малый мраморный дворец — большое кирпичное строение второй половины XVIII века постройки на улице Гагаринская, в Центральном районе города Санкт-Петербург. Памятник истории и культуры федерального значения. Строение использовалось как жилой особняк привилегированных персон, с 1994 по 2016 годы в здании работал Европейский университет.

## История и архитектура
В Санкт-Петербурге на современной Гагаринской улице с 1774 по 1775 годы на угловом участке генерал И. И. Меллер-Закомельский выстроил каменный дом, а затем приобрёл и соседний участок. В 1830-х годах эти строения были выкуплены графом А. Г. Кушелевым-Безбородко.
С 1857 по 1862 годы архитектор Э. Я. Шмидт выполнил реконструкцию здания, расширив его. Главный фасад был оформлен в стиле итальянского ренессанса. Гранитный руст обрамлял первый этаж строения. В широкие полуциркульные арки были вписаны полуциркульные окна бельэтажа. Боковые части строения были отодвинуты в глубину. Фасад целиком был облицован мрамором. Особняк приобрёл украшения в виде чугунных масок львов и капителей пилястр.
Войдя во дворец, сразу же поражаешься великолепной мраморной парадной лестнице. Она построена в стиле Людовика XIV. Поднявшись по ней можно было очутиться в Белом зале для танцев и Золотом зале. Интерьеры залы исполнены в том же стиле, что и лестница. Картина «Смерть похищает Поэта» нанесена на потолок Белого двухсветного зала. К этому залу примыкал Кабинет — точная копия кабинета Карла V в Брюгге. Здесь хранилась коллекция доспехов и рыцарского оружия. Возле кабинета находилась Бильярдная, освещение которой осуществлялось на потолке через стеклянный витраж. На дворовой территории находился сад с фонтанами.

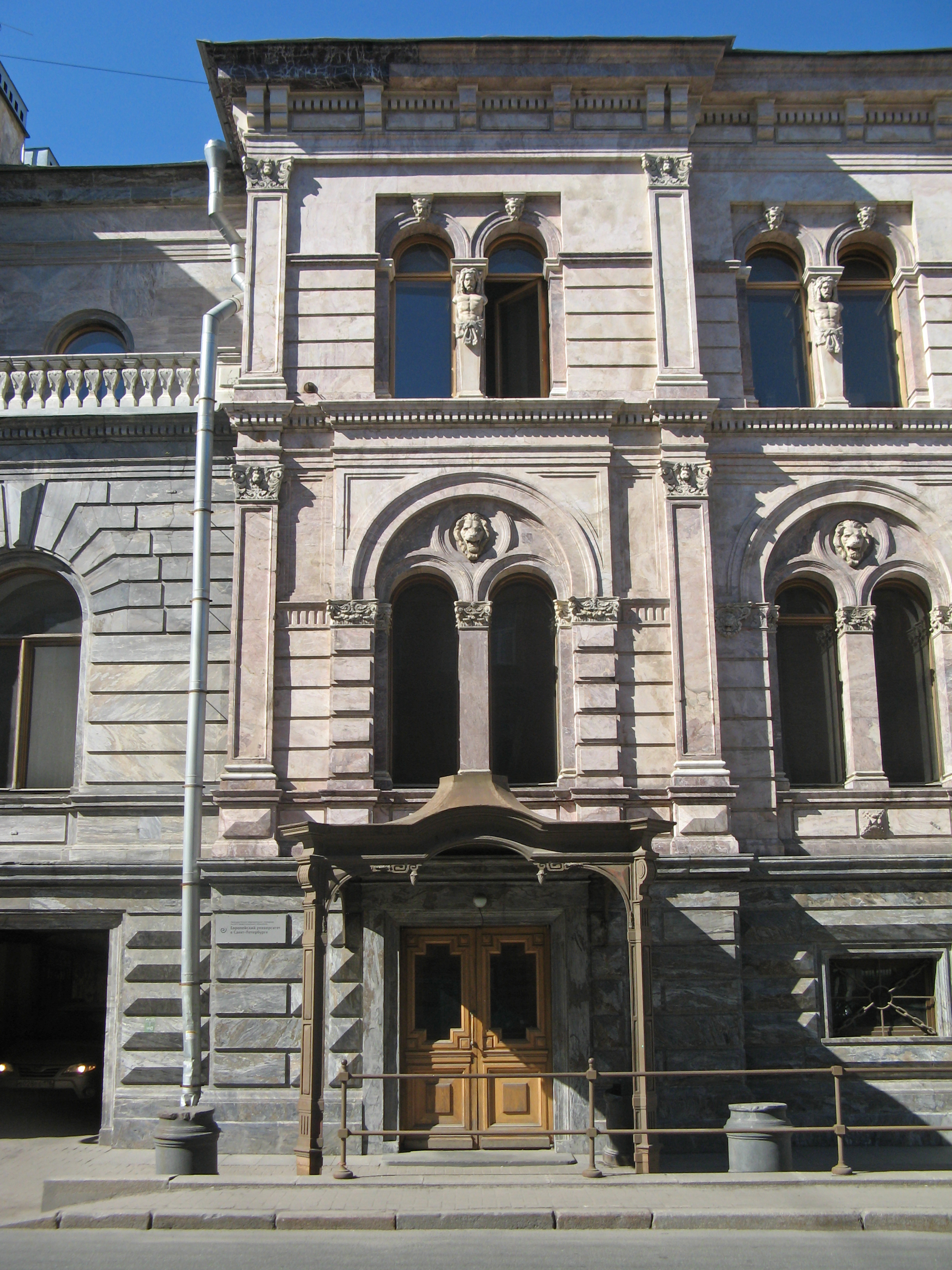
Парадный вход

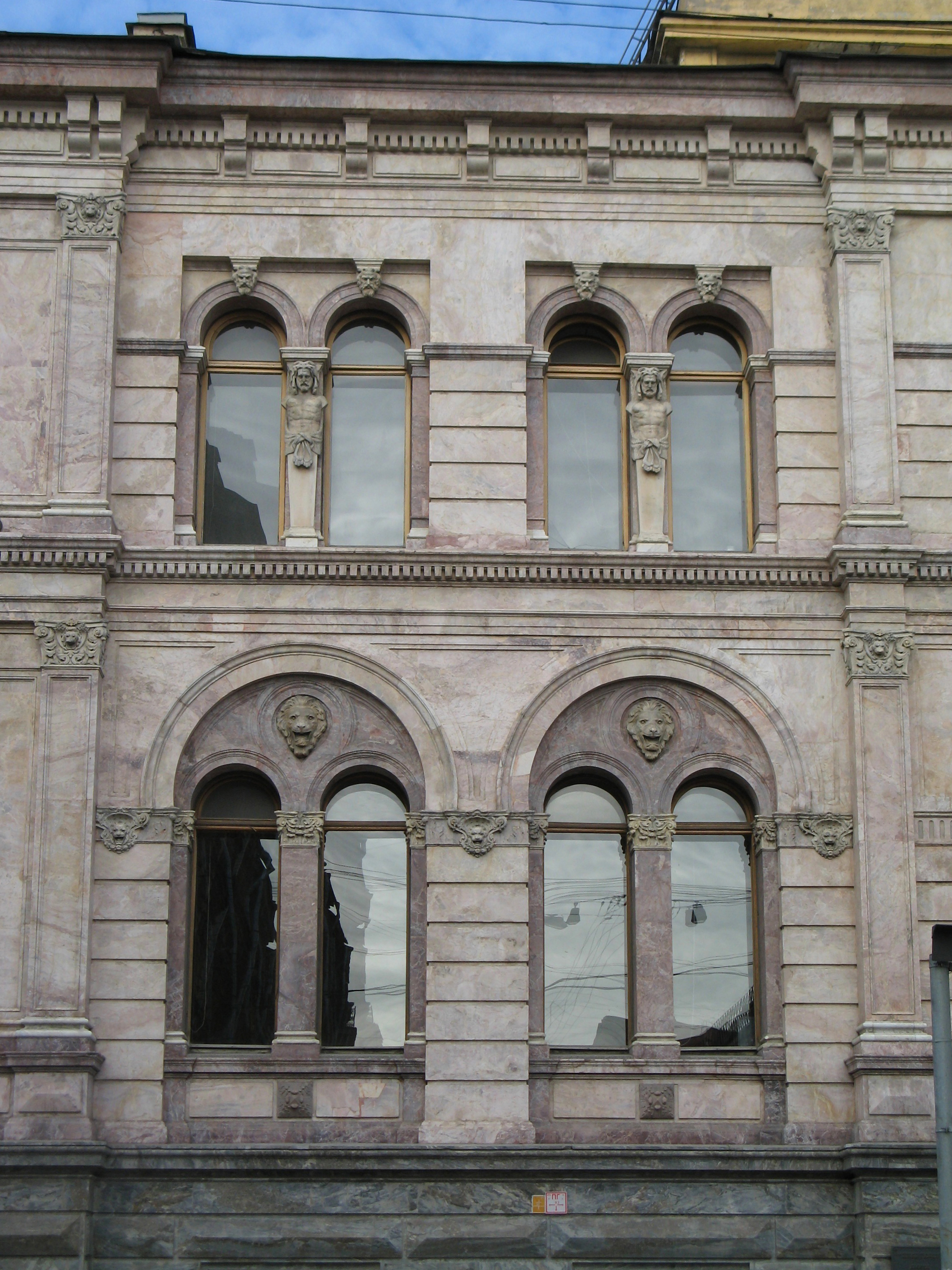
Оформление дворца

Интерьеры дома поражали своим богатым убранством. Паркет Танцевального зала выложен перламутром и дорогими породами дерева. Бильярдная была отделана тисненой кожей и дубом. Громадный камин украшал интерьер.
В 1873 году дом был приобретён для великого князя Николая Константиновича. Особняк прозвали Малым Мраморным дворцом. Нрав нового владельца сделал дворец местом для балов и вечеринок дворянской молодёжи.
С 1881 года дворцом стала владеть Е. М. Долгорукова, светлейшая княгиня Е. М. Юрьевская (1849—1922) — супруга (морганатическая) императора Александра II. При ней интерьеры помещений получили современное оформление, был обустроен кабинет Александра II. На третьем этаже были организованы детские комнаты и помещения для воспитателей. В Пименовской галерее была оборудована церковь с иконостасом, воспроизводящим походный иконостас Александра II.
В 1912 году Юрьевская выехала на постоянное место жительство за границу. Уже находясь на чужбине она продала дворец дочери камер-юнкера Высочайшего двора Е. П. Леонард.
Новая владелица Е. П. Леонард оставила для своего пользования только парадную часть особняка, другие комнаты сдавались в аренду постояльцам. На месте сада был возведён доходный шестиэтажный дом с тремя флигелями.
В Советский период здесь размещалась балетная студия, а затем работал Научно-исследовательский институт охраны труда РГСУ. В 1970 году особняк был взят под охрану как памятник архитектуры.
С 1994 по 2016 годы в этом здании обучал студентов Европейский университет. Особняк принадлежал учебному заведению на правах аренды. В 2016 году договор в судебном порядке был расторгнут.
Малый мраморный дворец является частью уникального архитектурного ансамбля Санкт-Петербурга и отнесён к памятникам архитектуры федерального значения.

## Документы
Постановление Правительства Российской Федерации от 10.07.2001 г. № 527 г. Москва. «О перечне объектов исторического и культурного наследия федерального (общероссийского) значения, находящихся в г.Санкт-Петербурге».